# Megourina lagacei
Megourina lagacei är en insektsart som beskrevs av Hille Ris Lambers 1974. Megourina lagacei ingår i släktet Megourina och familjen långrörsbladlöss. Inga underarter finns listade i Catalogue of Life.